# Tom Coronel
Tom Romeo Coronel (Naarden, 5 de abril de 1972) é um automobilista holandês. Compete no Campeonato Mundial de Carros de Turismo, sendo um dos nomes mais conhecidos da categoria.

## História

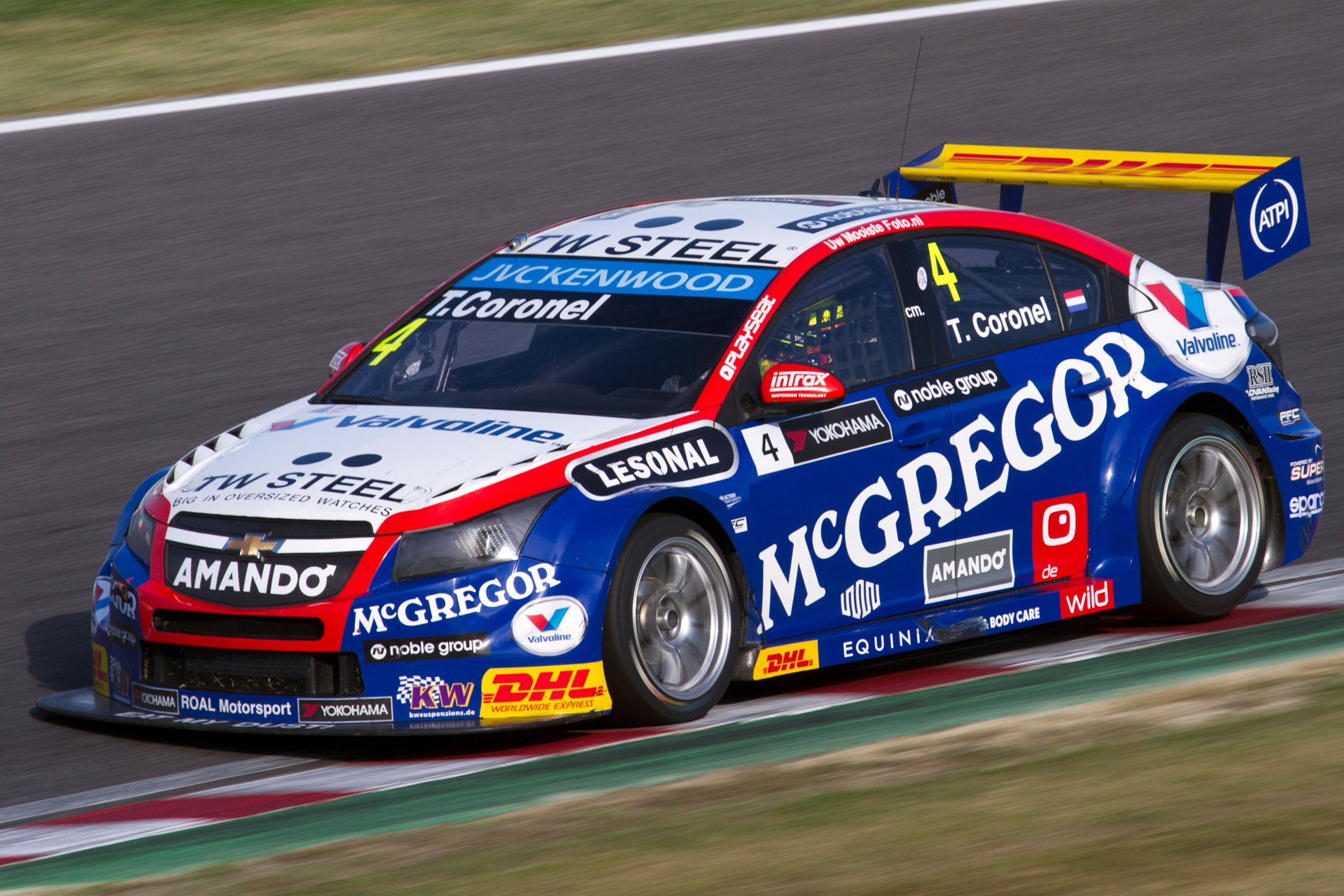
Carro de Tom Coronel no WTCC em 2014.

Ele iniciou sua carreira automobilística em 1990, após ter sido nomeado o mais talentoso piloto em uma escola de automobilismo local, participando da Copa Citroën AX Neerlandesa.
Seus maiores êxitos, nos primeiros anos de sua carreira, foram ter vencido o Campeonato Neerlandês de Fórmula Ford 1800 em 1992, o Campeonato Japonês de Fórmula 3 em 1997 e a Fórmula Nippon em 1999. Ele também foi o vencedor do Masters de Fórmula 3 de 1997.
| Ano  | Campeonato                                                                                   |
| ---- | -------------------------------------------------------------------------------------------- |
| 1990 | Copa Citroën AX neerlandesa                                                                  |
| 1991 | Copa Citroën AX neerlandesa (vencedor)                                                       |
| 1992 | Campeonato Neerlandês de Turismos (vencedor), Fórmula Ford Neerlandesa                       |
| 1993 | Fórmula Ford Neerlandesa (vencedor)                                                          |
| 1994 | Formula Opel Euroseries                                                                      |
| 1995 | Fórmula 3 Alemã                                                                              |
| 1996 | Fórmula 3 Japonesa                                                                           |
| 1997 | Fórmula 3 Japonesa (vencedor), Marlboro Masters (vencedor)                                   |
| 1998 | Formula Nippon, Campeonato Japonês de Gran Turismo                                           |
| 1999 | Formula Nippon (vencedor), Campeonato Japonês de Gran Turismo, 24 Horas de Le Mans           |
| 2000 | 24 Horas de Le Mans                                                                          |
| 2001 | Campeonato Neerlandês de Turismos, Campeonato de Gran Turismo de la FIA, 24 Horas de Le Mans |
| 2002 | Campeonato Europeu de Turismos, 24 Horas de Le Mans                                          |
| 2003 | Campeonato Europeu de Turismos, 24 Horas de Le Mans, Campeonato Japonês de Gran Turismo      |
| 2004 | Campeonato Europeu de Turismos (Vencedor do Troféu de Independentes)                         |
| 2005 | Campeonato Mundial de Turismos                                                               |
| 2006 | Campeonato Mundial de Turismos (Vencedor do Troféu de Independentes)                         |
| 2007 | Campeonato Mundial de Turismos                                                               |
| 2008 | Campeonato Mundial de Turismo                                                                |
| 2009 | Campeonato Mundial de Turismo(Ainda a decorrer)                                              |